# Sahra
Sahra é um álbum de estúdio do cantor argelino Khaled, lançado em 1996.
| Críticas profissionais | Críticas profissionais |
| Avaliações da crítica  | Avaliações da crítica  |
| Fonte                  | Avaliação              |
| ---------------------- | ---------------------- |
| Allmusic               | [ 1 ]                  |

## Lista de faixas
O album contém as seguintes faixas:
| N.º            | Título                           | Compositor(es)                     | Produtor(es)         | Duração |  |
| 1.             | "Sahra"                          | Hadj Brahim Khaled, Phillipe Eidel | Phillipe Eidel       | 4:12    |  |
| 2.             | "Oran Marseille" (Oran mix)      | Khaled                             | Eidel                | 5:08    |  |
| 3.             | "Aïcha" (Versão mista)           | Jean-Jacques Goldman, Khaled       | Jean-Jacques Goldman | 4:19    |  |
| 4.             | "Lillah"                         | Adem Fathie, Khaled, Loft Bouchnak | Eidel, Clive Hunt    | 4:24    |  |
| 5.             | "Ouelli El Darek"                | Khaled, Mustapha Kada              | Hunt                 | 3:11    |  |
| 6.             | "Detni Essekra"                  | Khaled, Kada                       | Eidel                | 4:58    |  |
| 7.             | "Walou Walou"                    | Khaled, Kada                       | Don Was              | 4:17    |  |
| 8.             | "Ki Kounti" (com Saúl Hernández) | Khaled, Kada                       | Was                  | 4:40    |  |
| 9.             | "Wahrane Wahrane"                | Khaled, Ahmed Wahdi                | Eidel                | 4:40    |  |
| 10.            | "Haya Haya"                      | Khaled, Kada                       | Was                  | 4:37    |  |
| 11.            | "Mektoubi"                       | Khaled                             | Hunt                 | 3:55    |  |
| 12.            | "Hey Ouedi"                      | Khaled                             | Eidel                | 4:12    |  |
| 13.            | "Oran Marseille" (com IAM)       | Khaled, Akhenaton, Shurik'n        | Akhenaton, Imhotep   | 4:25    |  |
| 14.            | "Sratli"                         | Khaled, Eidel, Kada                | Eidel                | 4:36    |  |
| 15.            | "Le Jour Viendra"                | Goldman                            | Goldman              | 4:43    |  |
| Duração total: | Duração total:                   | Duração total:                     | Duração total:       | 66:17   |  |